# Lota
Lota város Chilében, a Biobío régióban, Concepción tartományban, Concepcióntól 39 kilométerre délre, az Arauco-öbölben. A Nagy-Concepción agglomeráció része. A 2017-es népszámlálás szerint a város lakossága 32 535 fő, a település területe 320,11 km2. A város a chilei szénbányászat központja volt, a bányászat 1990-es években bekövetkezett megszűnéséig.
A város helyén az első spanyol települést, Santa Maria de Guadalupe-ot, Ángel de Peredo kormányzó alapította 1662. október 12-én, bár a település nem sokáig maradt fenn az Arauco-háború ellenségeskedései közepette. A mai város kialakulása a 19. században elkezdődött szénbányászathoz kötődik. Az első kiaknázásra kerülő szénrétegek könnyen feltárhatók voltak, mivel szinte a föld szintjén feküdtek. A szénbányászat a gőzhajók megérkezése után indult meg Talcahuano kikötőjében. Ezek a gőzhajók, elsősorban Nagy-Britanniából, kezdetben nagyon olcsón vásárolták a szenet. 1852-ben Matías Cousiño kezdett bányászaba Lotában. A szénbányászat a 19. század közepén gyéren lakott határvidékből Lotát egy jelentős ipari központtá alakította, amely a 20. században is vonzotta a bevándorlókat Chile egész területéről.